# Licania vasquezii
Espèce
Classification phylogénétique
Statut de conservation UICN

 VU  : Vulnérable
Licania vasquezii est une espèce de plantes à fleurs du genre Licania et de la famille des Chrysobalanaceae.